# 西埃尔瓦尔
西埃尔瓦尔是巴西圣卡塔琳娜州的一个市镇。总面积222.405平方公里，总人口19323人，人口密度86.9人/平方公里。